# دهدشت آبسگون
دهدشت آبسگون، روستایی در دهستان رودبار بخش مرکزی شهرستان رودبار جنوب در استان کرمان ایران است.

## جمعیت
بر پایه سرشماری عمومی نفوس و مسکن در سال ۱۳۹۵، جمعیت این روستا برابر با ۱۶۹ نفر (۴۰ خانوار) بوده‌است.